# Макарово (Кічменгсько-Городецький район)
Мака́рово (рос. Макарово) — присілок у складі Кічменгсько-Городецького району Вологодської області, Росія. Входить до складу Кічмензького сільського поселення.

## Населення
Населення — 41 особа (2010; 54 у 2002).
Національний склад (станом на 2002 рік):
- росіяни — 80 %